# Jan Vapaavuori
Jan Pellervo Vapaavuori (né le 3 avril 1965 à Helsinki) est un homme politique finlandais, membre du parti de la Coalition nationale. Il est ministre des Affaires économiques du 16 novembre 2012 au 29 mai 2015.

## Biographie
Originaire du quartier de Puistola, il connaît une jeunesse marquée par plusieurs condamnations judiciaires: 1 mois et demi de prison avec sursis en 1982 pour agression, puis une amende pour vol en 1984. Il effectue ensuite des études de droit et est diplômé de l'université d'Helsinki en 1989. 
Il devient conseiller municipal d'Helsinki en 1997 et entre dans l'exécutif municipal en 2001. Élu député dans la circonscription d'Helsinki à l'occasion des élections législatives de 2003, il poursuit son ascension politique au cours de son mandat, devenant en 2005 directeur du bureau exécutif de la capitale, puis en février 2006 vice-président du groupe parlementaire du parti de la Coalition nationale. Réélu en 2007 au parlement, il est choisi par le parti de la Coalition nationale de retour dans la coalition gouvernementale pour occuper un poste de ministre du logement vacant depuis 1995 (fusionné avec le ministère de l'environnement). Il conserve son poste au sein du gouvernement Kiviniemi.
Le 22 juin 2011, il n'est pas reconduit dans le gouvernement Katainen, dont son parti est pourtant membre. Cependant, le 16 novembre 2012, il revient au gouvernement en tant que ministre des Affaires économiques, poste qu'il conserve dans le gouvernement Stubb.